# Rosa henkeri-schulzei
Rosa henkeri-schulzei är en rosväxtart som beskrevs av Wissemann. Rosa henkeri-schulzei ingår i släktet rosor, och familjen rosväxter. Inga underarter finns listade i Catalogue of Life.